# Santiago Mitre
Santiago Mitre (Buenos Aires 4 de desembre de 1980) és un guionista i director de cinema argentí.

## Biografia
Va cursar els seus estudis en la Universitat del Cinema. Des de l'any 2015 Santiago Mitre manté una relació amb l'actriu argentina Dolores Fonzi.
En 2004 va codirigir al costat d'Alejandro Fadel, Martín Mauregui i Juan Schnitman El amor - primera parte, presentada al BAFICI i la Settimana Internazionale della Critica de Venècia. En 2006 va començar a escriure per a cinema i televisió. Va escriure tres llargmetratges de Pablo Trapero: Leonera Canes competició de 2008; Carancho, Un certain regard de 2010 i Elefante Blanco Un certain regard de 2012. També va escriure amb Adrián Caetano i Walter Salles entre d'altres. En 2011, es va associar a Agustina Llambí Campbell, Alejandro Fadel i Martín Mauregui, per a fundar la productora independent La Unión de los Ríos, amb la que va produir el seu primer llargmetratge com a director, El estudiante. La pel·lícula va participar en festivals a tot el món i va obtenir diversos premis. Es destaquen el Premi Especial del Jurat en el Festival de Locarno, el Premi Especial del Jurat a Bafici; el de Millor Pel·lícula a Gijón; i Millor Pel·lícula a Cartagena; entre d'altres. El estudiante va ser estrenada comercialment a França, Espanya, Itàlia, Grècia i els Estats Units, entre altres països. El estudiante va ser realitzada sense haver obtingut el suport de l'Institut Nacional de Cinema i Arts Audiovisuals i va ser ben rebuda per la crítica. El crític Leonardo D'Espósito va opinar en la revista Noticias que és un thriller polític ple de suspens, de travetes, de petites victòries, de traïcions, de sexe, de manipulacions. Una dinàmica i despietada radiografia del poder que utilitza com a escenari la universitat. Un retrat de la UBA més enllà del precís fins a la sàtira que es refereix de manera transparent a la misèria i la grandesa de la nostra vida política o, més enllà, a la naturalesa i el maneig del poder, un tema que excedeix qualsevol conjuntura. Opera prima realitzada amb un professionalisme aclaparador sense els subsidis de l'INCAA, no sols és el millor film argentí de l'any, sinó una obra històrica. A l'abril de 2013 va presentar al BAFICI, el migmetratge, “Los posibles”, codirigit amb Juan Onofri Barbato, un treball d'encreuament entre cinema i dansa. El seu segon llargmetratge com a guionista i director, Paulina, va ser estrenat en La Semaine de la Critique del Festival de Canes 2015, on va obtenir el Gran Prix a la millor pel·lícula i el Premi Fipresci. També va ser guardonada al Festival de Sant Sebastià on va obtenir els tres premis principals de la seva secció: El Gran Premi Horitzons Llatins, el Premi EZAE de la Joventut, i el Premi Una altra Mirada. Era impossible aconseguir més premis: l'argentina Paulina de Santiago Mitre, es projectava a Sant Sebastià dins de la secció Horitzons Llatins. No sols ha guanyat en aquest prestigiós apartat, que enguany desbordava de bon cinema després de la impressionant collita llatinoamericana de 2015, sinó que també ha obtingut el Premi de la Joventut i el Premi Una altra mirada, per a pel·lícules que girin al voltant de l'univers femení. És a dir, tres de tres. Va dirigir La cordillera, una pel·lícula argentina dramàtica i de suspens de 2017. És protagonitzada per Ricardo Darín, Dolores Fonzi, Érica Rivas, Gerardo Romano, Paulina García, Alfredo Castro, Daniel Giménez Cacho, Elena Anaya, Leonardo Franco i Christian Slater. Aquesta es va estrenar al Festival de Canes 2017 en la secció oficial Un Certain Regard. És la quarta pel·lícula argentina més taquillera de 2017 i va aconseguir un total de 654.137 espectadors.

## Filmografia

### Director
- El escondite (2002)
- El amor - primera parte (2005)
- El estudiante (2011)
- Los posibles (migmetratge) (2013)
- La patota (2015)
- La cordillera (2017)
- La petite Fleur (2020)
- Argentina, 1985 (2022)

### Guionista
- El escondite (2002)
- El amor - primera parte (2005)
- Leonera (2008)
- Carancho  (2010)
- El estudiante (2011)
- Elefante blanco (2012)
- La patota (2015)
- La cordillera (2017)
- La petite Fleur (2020)
- Argentina, 1985 (2022)

### Muntador
- El escondite (2002)
- Una noche (2002)

### Actor
- Sábado a la noche, domingo a la mañana (2002)

## Televisió
Guionista
- Contra las cuerdas (2010) Sèrie de televisió.

## Premis i nominacions
| Premis Còndor de Plata | Premis Còndor de Plata | Premis Còndor de Plata | Premis Còndor de Plata | Premis Còndor de Plata |
| Any                    | Categoria              | Treball Nominat        | Resultat               | Ref.                   |
| ---------------------- | ---------------------- | ---------------------- | ---------------------- | ---------------------- |
| 2009                   | Millor guió original   | Leonera                | Nominat                | [ 2 ]                  |
| 2011                   | Millor guió original   | Carancho               | Nominat                | [ 3 ]                  |
| 2012                   | Millor opera prima     | El estudiante          | Guanyador              | [ 4 ] [ 5 ]            |
| 2012                   | Nominat                | El estudiante          |                        | [ 4 ] [ 5 ]            |
| 2012                   | Millor guió original   | El estudiante          | Guanyador              | [ 4 ] [ 5 ]            |
| 2016                   | Millor pel·lícula      | La patota              | Nominat                | [ 6 ] [ 7 ]            |
| 2016                   | Millor direcció        | La patota              | Nominat                | [ 6 ] [ 7 ]            |
| 2016                   | Millor guió adaptat    | La patota              | Guanyador              | [ 6 ] [ 7 ]            |

| Premis Sur | Premis Sur           | Premis Sur      | Premis Sur | Premis Sur    |
| Any        | Categoria            | Treball Nominat | Resultat   | Ref.          |
| ---------- | -------------------- | --------------- | ---------- | ------------- |
| 2008       | Millor guió original | Leonera         | Nominat    | [ 8 ]         |
| 2010       | Millor guió original | Carancho        | Nominat    | [ 9 ]         |
| 2011       | Millor pel·lícula    | El estudiante   | Nominat    | [ 10 ] [ 11 ] |
| 2011       | Millor opera prima   | El estudiante   | Guanyador  | [ 10 ] [ 11 ] |
| 2011       | Millor direcció      | El estudiante   | Nominat    | [ 10 ] [ 11 ] |
| 2011       | Millor guió original | El estudiante   | Guanyador  | [ 10 ] [ 11 ] |
| 2012       | Millor guió original | Elefante blanco | Nominat    | [ 12 ]        |
| 2015       | Millor pel·lícula    | La patota       | Nominat    | [ 13 ]        |
| 2015       | Millor direcció      | La patota       | Nominat    | [ 13 ]        |
| 2015       | Millor guió adaptat  | La patota       | Nominat    | [ 13 ]        |
| 2017       | Millor pel·lícula    | La cordillera   | Nominat    | [ 14 ]        |
| 2017       | Millor direcció      | La cordillera   | Nominat    | [ 14 ]        |